# Nogi-Schrein

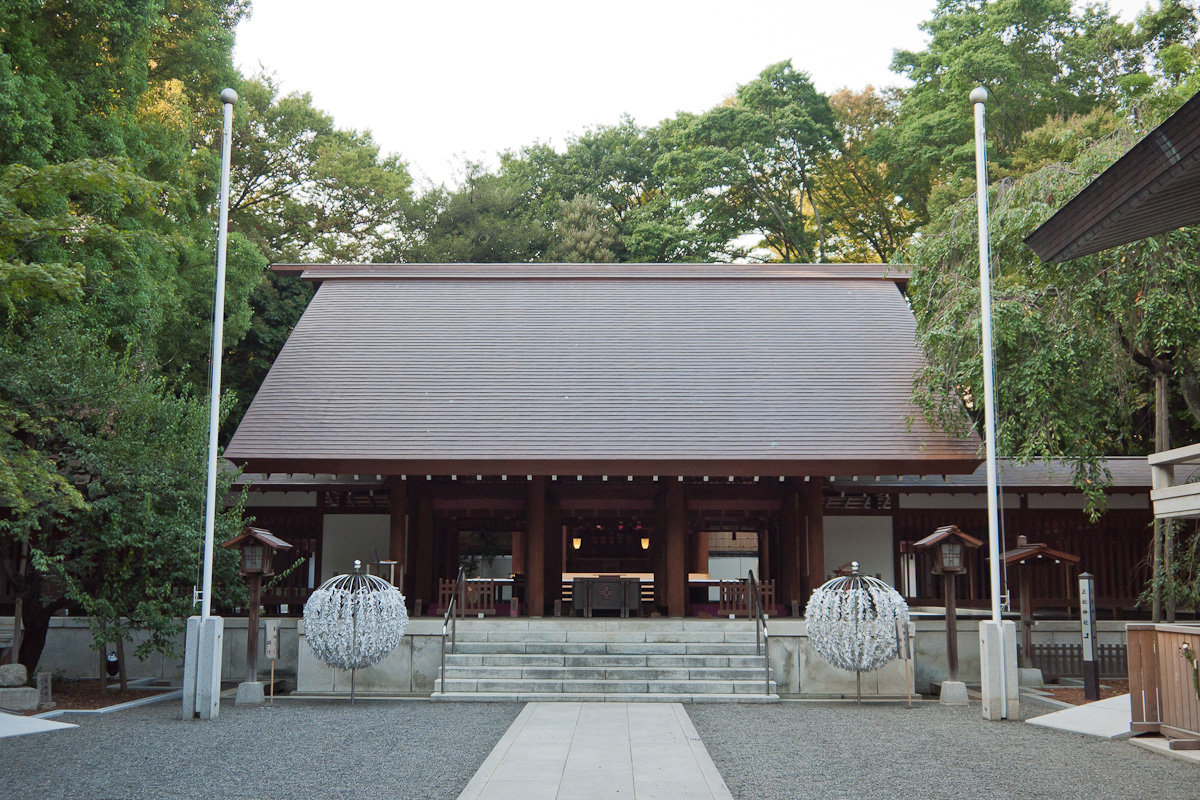
Nogi-Schrein

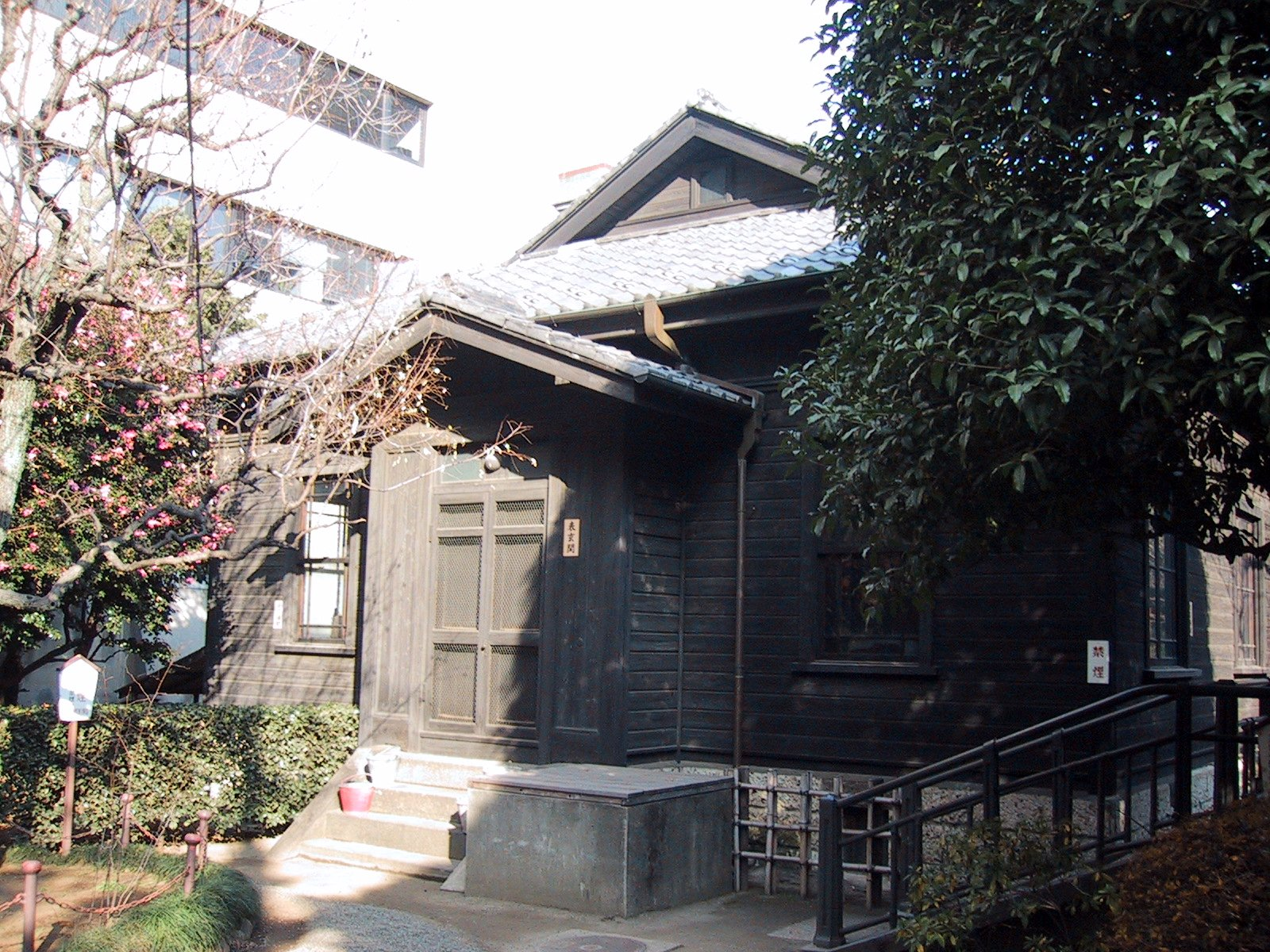
Nogis Wohnhaus

Der Nogi-Schrein (japanisch 乃木神社, Nogi-jinja) in Tokyo ist General Nogi Maresuke und seiner Frau gewidmet. Er befindet sich im Stadtteil Akasaka des Bezirks Minato.
General Nogi, vor allem bekannt für die Einnahme Port Arthurs im Russisch-Japanischen Krieg, folgte mit seiner Frau dem Meiji-Tennō am Tage dessen Beerdigung am 13. September in den Tod. Sie folgten damit einem alten, aber zu der Zeit nicht mehr praktizierten und daher auch umstrittenen Akt der Vasallentreue (殉死, junshi).
Der damalige Bürgermeister der Stadt Tokyo, Sakatani Yoshirō, setzte sich für die Errichtung eines Schreines ein, der dann 1919 genehmigt und 1923 neben dem Grundstück an der Higashi-gaienmae-Straße errichtet wurde. Der Schrein wurde bei den Luftangriffen auf Tokyo zerstört, nach dem Kriege aber 1962 nach Plänen des Architekten Hiroshi Ōe (1913–1989) wieder errichtet. Der Schrein besteht aus der klassischen Doppelstruktur von „Haiden“ (Gebetshalle) und „Honden“ (Haupthalle), zu der zwei Torii führen.
Erhalten geblieben ist neben dem Schrein das Holzhaus der Nogi sowie ein Speicherbau aus Backstein.
Es entstanden eine Reihe von weiteren Nogi-Schreinen in Japan, so beispielsweise in Kyoto und in Shimonoseki in der Präfektur Yamaguchi, von wo Nogis Familie stammte.
Bestattet sind Nogi und seine Frau auf dem Aoyama-Friedhof.
Der Hügel bzw. Hangweg Nogizaka in der Nähe des Schreins und die dortige U-Bahn-Station wurden nach Nogi benannt.

## Weblink
- Nogi-Schrein (Tokyo)